# Marques Johnson
Marques Kevin Johnson (ur. 8 lutego 1956) – amerykański koszykarz, skrzydłowy. 
Mierzący 201 cm wzrostu koszykarz studiował na UCLA. W 1975 wywalczył tytuł mistrzowski w NCAA. Do NBA został wybrany z 3 numerem w drafcie w 1977 przez Milwaukee Bucks. W barwach tej organizacji grał do 1984. W debiutanckim sezonie 1977/1978 zajął drugie miejsce w głosowaniu na debiutanta roku NBA.
Później był graczem Los Angeles Clippers (1984-1987). Karierę przerwała mu poważna kontuzja, jednak w 1989 zagrał 10 spotkań w barwach Golden State Warriors. Pięć razy był wybierany do All-Star Game (1979–1981, 1983, 1986).
W 1992 Johnson zagrał w kultowej komedii Biali nie potrafią skakać, u boku Wesleya Snipesa oraz Woody'ego Harrelsona. Wcielił się w rolę gracza ulicznego o nieciekawej reputacji - Raymonda. Zaliczył również epizody w innych produkcjach, takich jak: Drużyna asów (1994), Zapomnij o Paryżu (1995), czy Miłość i śmierć w Chicago (1999).

## Osiągnięcia

### NCAA
- Mistrz NCAA (1975)[6]
- Zawodnik roku:
  - NCAA:
    - im. Johna R. Woodena (1977)[7]
    - im. Naismitha (1977)[8]
    - według:
      - National Association of Basketball Coaches – NABC (1977)[9]
      - Helms Foundation (1977)[10]
      - Associated Press (1977)[11]
      - United States Basketball Writers Association – USBWA (1977)[12]
      - Sporting News (1977)[13]
      - United Press International (1977)[14]

    - Adolph Rupp Trophy (1977)[15]

  - konferencji Pac-12 (1977)[16]
- Wybrany do:
  - I składu:
    - All-American (1977)[17]
    - turnieju NCAA (1976)[18]

  - Akademickiej Galerii Sław Koszykówki (The National Collegiate Basketball Hall of Fame - 2013)[19]
- Uczelnia zastrzegła należący do niego numer 54

### NBA
- 5-krotny uczestnik meczu gwiazd NBA (1979–1981, 1983, 1986)[20]
- Wybrany do:
  - I składu:
    - I składu NBA (1979)[21]
    - debiutantów NBA (1978)[22]

  - II składu NBA (1980–1981)[21]
- Laureat nagrody NBA Comeback Player of the Year Award (1986)[23]